# Jonathan Zipf
Jonathan Zipf (Herbolzheim, 20 juni 1986) is een Duits triatleet. In 2005 behaalde hij een tweede plaats tijdens het wereldkampioenschap triatlon voor junioren in Japan met een tijd van 55:37. Zijn sterke punten zijn het lopen en fietsen.

## Belangrijke prestaties

### triatlon
- 2003: 15e EK junioren
- 2004: 10e EK junioren
- 2005:  WK olympische afstand in Gamagōri - 55.37
- 2005:  EK junioren
- 2006: DNF WK (U23)
- 2009: 11e EK in Holten - 1:45.27
- 2010: 15e EK in Athlone
- 2011: 7e WK sprintafstand in Lausanne - 52.44
- 2013: 30e WK olympische afstand - 979 p
- 2014: 146e WK olympische afstand - 118 p
- 2016: 48e WK olympische afstand - 341 p